# 오박사네 사람들
《오박사네 사람들》은 SBS에서 1993년 2월 18일(목요일)부터 1993년 10월 17일(일요일)까지 방송한 시트콤이다.

## 기획 의도
가족을 소재로 다룬 대한민국 최초의 시트콤으로 중견 탤런트들의 웃음연기가 바탕이 돼 인기를 얻은 프로그램이다.

## 방송 일정
| 방송 채널 | 방송 기간                         | 방송 시간                           |
| --------- | --------------------------------- | ----------------------------------- |
| SBS TV    | 1993년 2월 18일 ~ 1993년 4월 22일 | 매주 목요일 밤 9시 50분 ~ 10시 50분 |
| SBS TV    | 1993년 5월 1일 ~ 1993년 10월 17일 | 매주 토, 일요일 오후 7시 ~ 8시      |

## 등장 인물
- 오지명
- 김수미
- 김선우(아역)
- 박지영
- 윤승원
- 안문숙
- 김흥국
- 김태욱
- 임현식
- 임예진
- 이덕희
- 김윤정
- 박용우
- 이병철
- 김교순
- 손영춘
- 최준용
- 김성겸 - (중도합류)
- 이숙 - (중도합류)
- 유태웅 - (중도합류)
- 김희라 - (중도합류)
- 김영란 - (중도합류)
- 양현태(아역) - (중도합류)
- 강우석(아역) - (중도합류)
- 박영지 - (중도합류 및 중도하차)
- 조명남 - (중도합류 및 중도하차)
- 최병학 - (중도합류 및 중도하차)
- 권성덕 - (중도합류 및 중도하차)
- 양택조 - (중도합류 및 중도하차)
- 이신재 - (중도합류 및 중도하차)
- 이일웅 - (중도합류 및 중도하차)
- 허진 - (중도합류 및 중도하차)
- 윤순홍 - (중도합류 및 중도하차)
- 최아란 - (중도합류 및 중도하차)
- 민지환 - (중도합류 및 중도하차)
- 김석옥 - (중도합류 및 중도하차)
- 양일민 - (중도합류 및 중도하차)
- 유명순 - (중도합류 및 중도하차)
- 백일섭 - (중도합류 및 중도하차)
- 최은숙 - (중도합류 및 중도하차)
- 김주영 - (중도합류 및 중도하차)
- 나영희 - (중도합류 및 중도하차)
- 신국 - 강재배 역 - (중도합류 및 중도하차)

1993년 3월 초 당시 원숭이띠 만49세 말레이시아 콸라룸푸르 이민 떠난 교포 및 이민자(오지명 원장의 고모부(송학걸)의 생질 조카 - 강영감(송학걸 자형)과 송씨(송학걸 누나)의 슬하 2남 3녀 중 막내아들 - 막내 누나 강여사 부부 일족들 따라 말레이시아 이민) - (1993년 3월 초 당시 중도합류 및 중도하차)
- 김진구 - 한장숙 역 - (중도합류 및 중도하차)

1993년 3월 초 당시 말띠 만51세 말레이시아 콸라룸푸르 이민 떠난 교포 및 이민자(강재배의 아내) - (1993년 3월 초 중도합류 및 중도하차)
- 김동수 - 강준태 역 - (중도합류 및 중도하차)

1993년 3월 초 당시 양띠 만26세 말레이시아 콸라룸푸르 이민 떠난 교포 및 유학생(강재배의 슬하 2남 중 장남) - (1993년 3월 초 중도합류 및 중도하차)
- 정명현 - 강준영 역 - (중도합류 및 중도하차)

1993년 3월 초 당시 용띠 만17세 말레이시아 콸라룸푸르 이민 떠난 교포 및 유학생(강재배의 슬하 2남 중 차남) - (1993년 3월 초 중도합류 및 중도하차)
- 최호창 - (중도합류 및 중도하차)
- 최호중(아역) - (중도합류 및 중도하차)
- 김관기 - (중도합류 및 중도하차)
- 이아현 - (중도합류 및 중도하차)
- 김민희 - (중도합류 및 중도하차)
- 이만성 - (중도합류 및 중도하차)
- 임창정 - (중도합류 및 중도하차)
- 이주희 - (중도합류 및 중도하차)
- 강민경 - (중도합류 및 중도하차)
- 최상진 - (중도합류 및 중도하차)
- 우희진 - (중도합류 및 중도하차)
- 유경아 - (중도합류 및 중도하차)
- 김수용 - (중도합류 및 중도하차)
- 김남호(아역) - (중도합류 및 중도하차)
- 안연홍 - (중도합류 및 중도하차)
- 조현철(아역) - (중도합류 및 중도하차)
- 최정화(아역) - (중도합류 및 중도하차)
- 김기웅(아역) - (중도합류 및 중도하차)
- 문혁(아역) - (중도합류 및 중도하차)
- 길배완(아역) - (중도합류 및 중도하차)
- 이승엽(아역) - (중도합류 및 중도하차)
- 원유재(아역) - (중도합류 및 중도하차)
- 오태경(아역) - (중도합류 및 중도하차)
- 주가람(아역) - (중도합류 및 중도하차)
- 최상학(아역) - (중도합류 및 중도하차)
- 이대원(아역) - (중도합류 및 중도하차)

### 카메오 단역 출연
- 이계진
- 정재환

## 트리비아
이 작품은 명실상부한 대한민국 시트콤 1세대 작품이라 할 수 있다(5월부터 토요일과 일요일로 방송시간대 변경).
하지만, 결국 여러 차례의 비속어 관련 남용으로 인하여 시청자들의 비난을 면치 못했다.
이 과정에서 방송위원회(현 방송통신심의위원회)로부터 시청자에 대한 사과 명령, 책임자에 대한 경고 등의 징계가 내려진 바가 있었으며 초방 8개월여만에 전격적으로 폐지되었다.

## 외부 영상
- 오박사네 사람들 풀영상 - 빽능
- <오박사네 사람들> 전회차 무료보기